# Sâncraiu Silvaniei
Sâncraiu Silvaniei (węg. Szilágyszentkirály) – wieś w Rumunii, w okręgu Sălaj, w gminie Dobrin. W 2011 roku liczyła 176 mieszkańców.